# 庫姆斯鎮區 (密蘇里州卡羅爾縣)
庫姆斯鎮區（英語：Combs Township）是位於美國密蘇里州卡羅爾縣的一個行政鎮區。

## 地方資料
庫姆斯鎮區的面積為91.39平方千米，當中陸地面積為91.37平方千米，而水域面積為0.02平方千米。根據2020年美國人口普查的數據，當地共有人口250人，而人口密度為每平方千米2.74人。